# Morti nel 1755
| Questa pagina contiene informazioni ricavate automaticamente dalle voci biografiche con l'ausilio del template Bio e di un bot. L'aggiornamento è periodico e automatico e ricostruisce completamente la pagina. Se manca una persona in questa lista, sei pregato di non aggiungerla, ma accertati piuttosto che la sua voce biografica contenga il template Bio e che i dati anagrafici siano correttamente compilati. Se il template Bio manca, inseriscilo tu stesso o, in alternativa, metti l'avviso {{tmp\|Bio}} che ne segnala la mancanza. Se i dati riportati sono sbagliati, correggi direttamente la voce biografica; le modifiche saranno visibili in questa lista entro pochi giorni. Per chiarimenti vedi il progetto biografie. La lista contiene solo le 111 persone che sono citate nell'enciclopedia e per le quali è stato implementato correttamente il template Bio. Pagina aggiornata al 10 mag 2025. |

## Gennaio(13)
- 3 gennaio - Johann Georg Siegesbeck, botanico e medico tedesco (n. 1686)
- 6 gennaio - Angelo Maria Querini, cardinale, arcivescovo cattolico e letterato italiano (n. 1680)
- 8 gennaio - Francesco Ricci, cardinale italiano (n. 1679)
- 9 gennaio - Augustus Berkeley, IV conte di Berkeley, ufficiale inglese (n. 1716)
- 10 gennaio - Giovanni Giacomo Marinoni, astronomo e matematico italiano (n. 1676)
- 11 gennaio - Joseph-Nicolas-Pancrace Royer, clavicembalista e compositore francese
- 12 gennaio - Maria Anna di Schwarzenberg, principessa tedesca (n. 1706)
- 13 gennaio - Pietro Domenico Olivero, pittore italiano (n. 1679)
- 15 gennaio - Azzolino Bernardino della Ciaia, organista, clavicembalista e compositore italiano (n. 1671)
- 19 gennaio - Michail Andreevič Belosel'skij-Belozerskij, generale russo (n. 1702)
- 22 gennaio - Antoni Viladomat, pittore spagnolo (n. 1678)
- 25 gennaio - Filippo Argelati, letterato, curatore editoriale e numismatico italiano (n. 1685)
- 25 gennaio - Tommaso Martini, pittore italiano (n. 1688)

## Febbraio(7)
- 1º febbraio - Carlo Orazi, presbitero e missionario italiano (n. 1673)
- 3 febbraio - Federigo Amadei, religioso e storico italiano (n. 1684)
- 8 febbraio - Niccolò Coscia, cardinale e arcivescovo cattolico italiano (n. 1682)
- 10 febbraio - Montesquieu, filosofo, giurista e storico francese (n. 1689)
- 11 febbraio - Scipione Maffei, storico, drammaturgo e diplomatista italiano (n. 1675)
- 12 febbraio - Pietro Trinchera, librettista italiano (n. 1707)
- 16 febbraio - Giuseppe Antonio Davanzati, patriarca cattolico italiano (n. 1665)

## Marzo(9)
- 1º marzo - Marianna Pignatelli, contessa di Althann, nobildonna spagnola (n. 1689)
- 2 marzo - Louis de Rouvroy de Saint-Simon, scrittore francese (n. 1675)
- 6 marzo - Pier Leone Ghezzi, pittore italiano (n. 1674)
- 9 marzo - Felice Solazzo Castriotta, arcivescovo cattolico italiano (n. 1680)
- 13 marzo - Antonio Chiusole, geografo italiano (n. 1679)
- 18 marzo - Luigi Pio di Savoia, diplomatico italiano (n. 1674)
- 21 marzo - William Bull, politico statunitense (n. 1683)
- 23 marzo - Giovanni Bartolomeo Casaregi, poeta e critico letterario italiano (n. 1676)
- 23 marzo - Michele Palma, arcivescovo cattolico italiano (n. 1689)

## Aprile(7)
- 2 aprile - Jan Aalmis, pittore e ceramista olandese (n. 1674)
- 7 aprile - Giovanni Manzolini, pittore, scultore e anatomista italiano (n. 1700)
- 18 aprile - Antoine Calvière, organista e compositore francese (n. 1695)
- 22 aprile - Gabriel Taschereau de Baudry, politico e nobile francese (n. 1673)
- 26 aprile - Giovanni Maria Ferraroni, architetto italiano (n. 1662)
- 28 aprile - Barthélemy-Christophe Fagan, drammaturgo francese (n. 1702)
- 30 aprile - Jean-Baptiste Oudry, pittore, incisore e disegnatore francese (n. 1686)

## Maggio(8)
- 4 maggio - Ignazio Visconti, gesuita italiano (n. 1682)
- 16 maggio - Karl Sigmund Friedrich Wilhelm von Leutrum, generale tedesco (n. 1692)
- 18 maggio - Gioseffo Orsoni, pittore e scenografo italiano (n. 1691)
- 20 maggio - Johann Georg Gmelin, botanico e esploratore tedesco (n. 1709)
- 22 maggio - Ignazio Bertola, architetto e ingegnere italiano (n. 1676)
- 26 maggio - Louis Mandrin, brigante francese (n. 1725)
- 30 maggio - Patrick Graham, politico britannico
- 31 maggio - Jean-Louis Lemoyne, scultore francese (n. 1665)

## Giugno(3)
- 4 giugno - Henri-François-Xavier de Belzunce de Castelmoron, vescovo cattolico e gesuita francese (n. 1670)
- 18 giugno - Gioacchino Besozzi, cardinale italiano (n. 1679)
- 21 giugno - Giovanni Porta, compositore italiano (n. 1675)

## Luglio(7)
- 6 luglio - Pietro Paolo Bencini, compositore italiano
- 9 luglio - Johann Gottlob Harrer, compositore tedesco (n. 1703)
- 13 luglio - Edward Braddock, generale britannico (n. 1695)
- 15 luglio - Domenico Del Mela, religioso italiano
- 17 luglio - Maria Elisabetta di Schleswig-Holstein-Gottorp, religiosa tedesca (n. 1678)
- 22 luglio - Georg Erhard Hamberger, chimico, fisiologo e chirurgo tedesco (n. 1697)
- 25 luglio - Johannes Browallius, teologo, botanico e fisico svedese (n. 1707)

## Agosto(6)
- 6 agosto - Augusto Luigi di Anhalt-Köthen, principe (n. 1697)
- 9 agosto - Giovanni Degli Agostini, scrittore, bibliotecario e francescano italiano (n. 1701)
- 11 agosto - Francesco Agostino Dalla Chiesa, vescovo cattolico italiano (n. 1717)
- 12 agosto - Giovanni Biavi, scrittore, poeta e storico italiano (n. 1684)
- 13 agosto - Madame de Parabère, nobildonna e marchesa francese (n. 1693)
- 20 agosto - Robert Ker, II duca di Roxburghe, nobile scozzese (n. 1709)

## Settembre(6)
- 8 settembre - Hendrick, nativo americano
- 9 settembre - Johann Lorenz von Mosheim, storico delle religioni tedesco (n. 1693)
- 14 settembre - Maria Celeste Crostarosa, religiosa italiana (n. 1696)
- 25 settembre - Edme-François Mallet, storico e teologo francese (n. 1713)
- 25 settembre - John Trevelyan, II baronetto, politico inglese (n. 1670)
- 30 settembre - Francesco Durante, compositore italiano (n. 1684)

## Ottobre(7)
- 1º ottobre - Luigi Augusto di Borbone-Francia, nobile spagnolo (n. 1700)
- 4 ottobre - Samuel von Cocceji, giurista tedesco (n. 1679)
- 4 ottobre - Johann Georg Christian von Lobkowitz, generale austriaco (n. 1686)
- 16 ottobre - Gerardo Maiella, religioso italiano (n. 1726)
- 16 ottobre - Felice Salimbeni, cantante castrato italiano
- 21 ottobre - Cristiano d'Assia-Wanfried-Rheinfels, nobile tedesco (n. 1689)
- 28 ottobre - Joseph Bodin de Boismortier, compositore francese (n. 1689)

## Novembre(6)
- 2 novembre - Carlo Luigi di Lorena, nobiluomo francese (n. 1696)
- 22 novembre - Giovanni Maria Salvioni, tipografo italiano (n. 1676)
- 23 novembre - Jacques Caffieri, ebanista e scultore francese (n. 1678)
- 25 novembre - Johann Georg Pisendel, violinista e compositore tedesco (n. 1687)
- 27 novembre - Anastasija Ivanovna Trubeckaja, nobildonna russa (n. 1700)
- 29 novembre - Antonio Biglia, arcivescovo cattolico italiano (n. 1708)

## Dicembre(10)
- 1º dicembre - Maurice Greene, compositore e organista inglese (n. 1696)
- 5 dicembre - William Cavendish, III duca di Devonshire, nobile e politico inglese (n. 1698)
- 8 dicembre - Jean-Baptiste Stuck, violoncellista e compositore italiano (n. 1680)
- 14 dicembre - Henry Hall, britannico (n. 1661)
- 15 dicembre - Pier Luigi Carafa, cardinale e arcivescovo cattolico italiano (n. 1677)
- 18 dicembre - John Hamilton, marinaio britannico (n. 1714)
- 21 dicembre - Manuel de Zumaya, compositore messicano (n. 1678)
- 22 dicembre - Albertina Federica di Baden-Durlach, principessa tedesca (n. 1682)
- 29 dicembre - Gabrielle-Suzanne Barbot de Villeneuve, scrittrice francese (n. 1685)
- 30 dicembre - Johann Friedrich Weidler, matematico e fisico tedesco (n. 1691)

## Senza giorno specificato(22)
- Francisco António de Almeida, compositore e organista portoghese (n. 1702)
- Pietro Anderlini, pittore italiano (n. 1687)
- Jean-Baptiste Anet, violinista e compositore francese
- Annibale Antonini, filologo, grammatico e lessicografo italiano (n. 1702)
- Santolo Cirillo, pittore italiano (n. 1689)
- Domenico Antonio Di Fiore, attore teatrale, librettista e compositore italiano (n. 1686)
- Charles Dollé, compositore e gambista francese (n. 1710)
- Vincenzo Foggini, scultore italiano (n. 1692)
- James Hodgson, matematico scozzese (n. 1678)
- Stepan Petrovič Krašeninnikov, esploratore, geografo e naturalista russo (n. 1711)
- Pietro Cesare Larghi, poeta italiano
- Giacomo Nani, pittore italiano (n. 1698)
- Costantino Pasqualotto, pittore italiano (n. 1681)
- Carlo Pertusati, nobile e politico italiano (n. 1674)
- Anastasia Robinson, soprano e contralto inglese
- Angelo Benedetto Rossi, presbitero e pittore italiano (n. 1694)
- Amschel Moses Rothschild, mercante tedesco (n. 1710)
- Tommaso Scipioni, giurista italiano (n. 1705)
- Philip Stamma, scacchista e compositore di scacchi siriano (n. 1705)
- Marcello Venuti, storico e archeologo italiano (n. 1700)
- Odoardo Vicinelli, pittore italiano (n. 1683)
- Santo de Inzillo, vescovo cattolico italiano (n. 1694)